# Valles secos de McMurdo

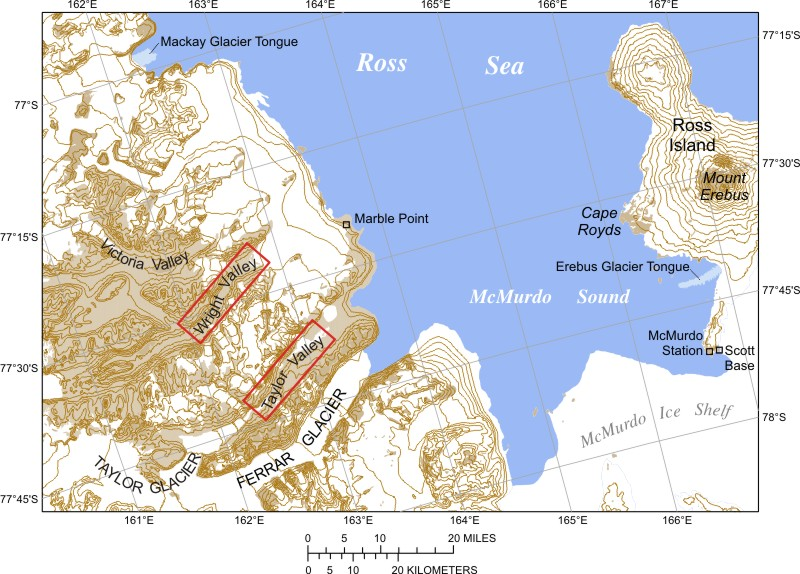
Mapa del estrecho de McMurdo y los Valles Secos.

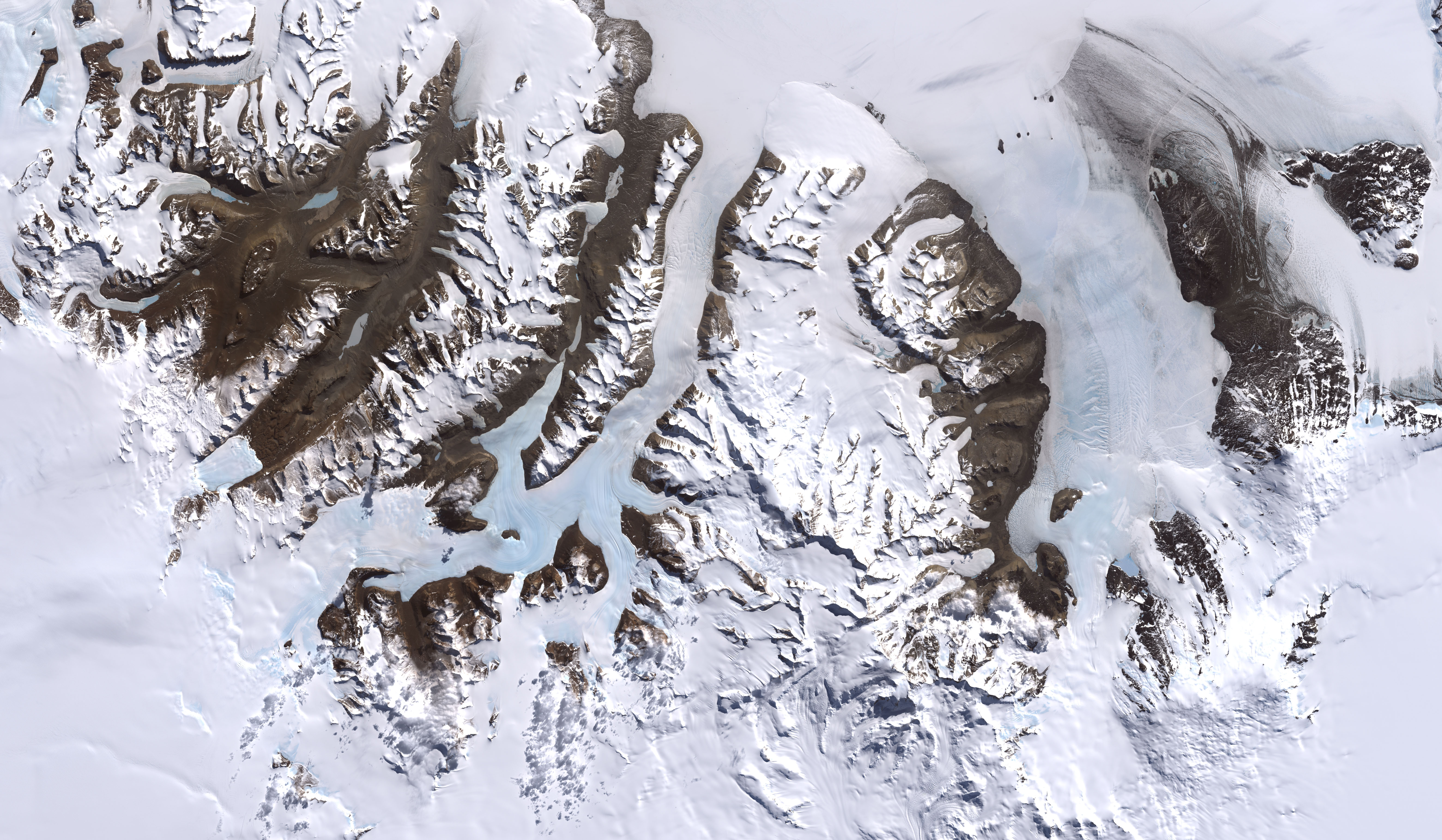
Valles Secos de McMurdo; imagen tomada por el Landsat 7 el 18 de diciembre de 1999.

Los valles secos de McMurdo o Valles Secos son un conjunto de valles que se encuentran en las proximidades del estrecho de McMurdo, en la tierra de Victoria, en la Antártida. La región incluye numerosas características geológicas sumamente interesantes tales como el lago Vida y el río Onyx, el río más largo de la Antártida. Además, la zona es uno de los desiertos más secos del mundo. 

## Clima
Los Valles Secos reciben su nombre a causa de que su nivel de humedad es extremadamente bajo y no poseen nieve, ni tampoco una cubierta de hielo. En su conjunto, abarcan 4800 kilómetros cuadrados, lo que representa el 0,03 % de la superficie del continente, y son la mayor zona de la Antártida desprovista de hielo. El suelo de los valles está cubierto de un pedregullo suelto, en el que se pueden encontrar polígonos formados por cuñas de hielo.
Las condiciones particulares de los Valles Secos se deben a los llamados vientos catabáticos (de la palabra griega 'que descienden'). Estos vientos se producen cuando el aire frío es arrastrado pendiente abajo por la sola fuerza de la gravedad. Los vientos pueden alcanzar velocidades de hasta 320 km/h, causando a su paso la evaporación de todo tipo de humedad, agua, hielo y nieve.

## Geología
Los valles están cortados en el Beacon sandstone. El pedregullo parece provenir de dos fuentes. La primera son morrenas terminales que se han formado en el extremo de los glaciares que desembocan en los Valles Secos. Estos glaciares en su mayor parte subliman directamente al aire, por lo que aportan muy poca agua líquida a los valles. La segunda fuente potencial de pedregullo es un tanto inusual. Se cree que durante ciertos períodos glaciares, la cantidad de hielo en el mar de Ross, que se encuentra en las cercanías, era tan grande que el hielo ascendía hacia tierra firme penetrando en los Valles Secos, en un camino inverso al de un glaciar, y en el extremo depositaba su propia morrena.

## Bioma
Se han encontrado ciertas bacterias fotosintéticas endolíticas que viven en los Valles Secos. Estas bacterias se resguardan del aire seco en el interior relativamente húmedo de las rocas. El deshielo de verano de los glaciares que descargan en los valles es la fuente primaria de nutrientes del suelo. Los científicos consideran que los Valles Secos son tal vez el medio ambiente terrestre que más se parece a Marte, y por lo tanto son una fuente importante de donde aprender sobre posibles formas de vida extraterrestre.
Ciertas bacterias anaeróbicas cuyo metabolismo se basa en el hierro y azufre sobreviven a temperaturas por debajo del punto de congelación debajo del glaciar Taylor, tiñendo de rojo el hielo en las Cataratas de Sangre.
En el año 2004 una parte de los Valles fue identificada como una zona de medio ambiente protegido.

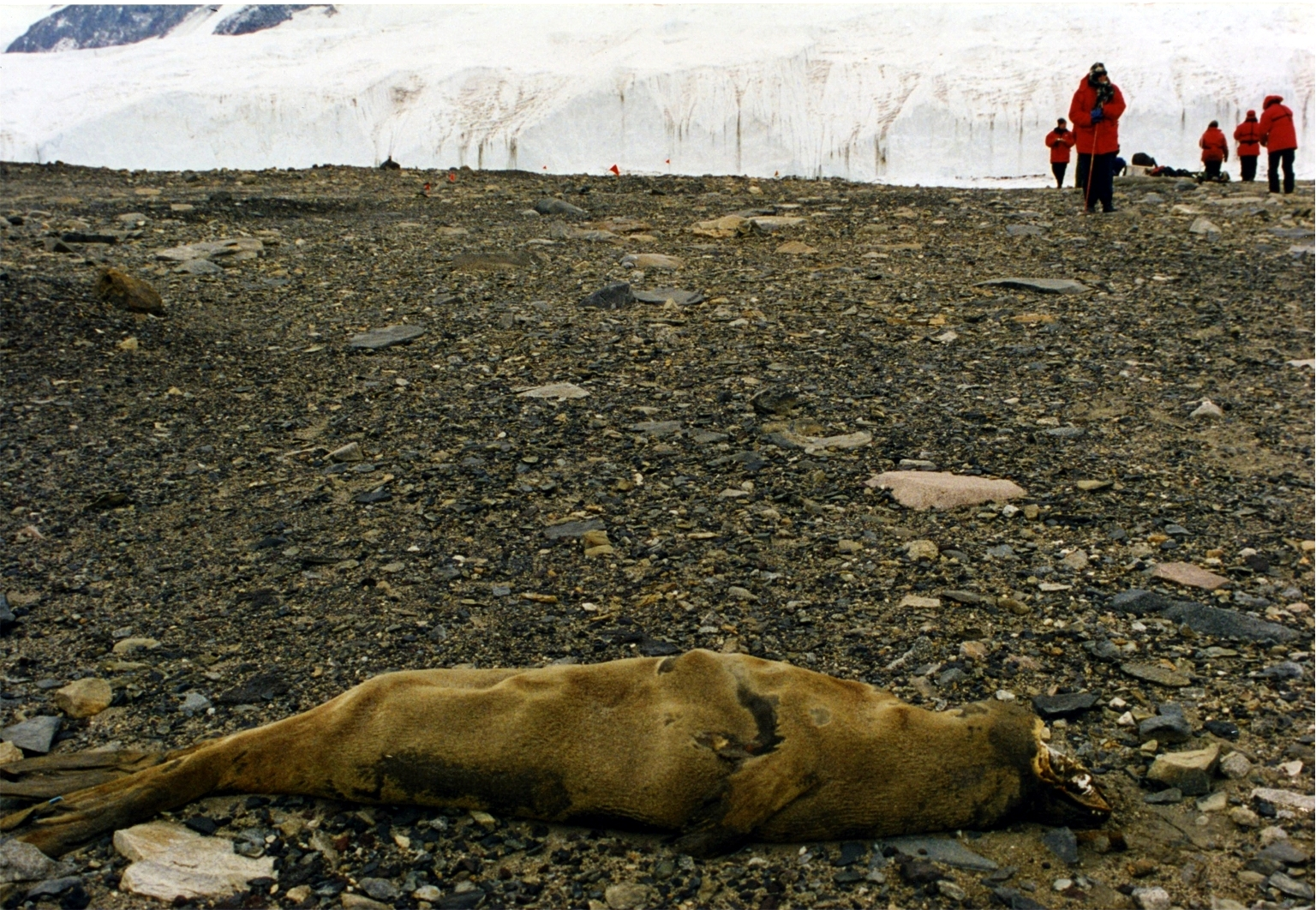
Cadáver momificado de una foca en los Valles Secos de McMurdo.

## Principales aspectos geográficos

### Valles
- Valle Alatna (a veces citado en forma incorrecta como Valle Atlanta[6] es el que se ubica más al norte, al norte del Glaciar Benson.

De norte a sur, los tres principales valles son
- Valle Victoria (entre la St. Johns Range al norte y el Olympus Range al sur)
- Valle Wright (entre el Olympus Range al norte y el Asgard Range al sur)
- Valle Taylor (entre el Asgard Range al norte y el Kukri Hills al sur)

Al oeste de valle Victoria, se encuentran de norte a sur, 
- Valle Barwick
- Valle Balham
- Valle McKelvey

Al sur de valle Balham se extienden de oeste a este:
- Valle Priscu
- Valle Wall
- Valle Virginia
- Valle Stuiver

Al oeste del valle Taylor se encuentra el
- Valle Pearse (a veces designado en forma incorrecta como valle Pearce).

Más al sur, entre el Royal Society Range al oeste y la costa oeste del estrecho de McMurdo en el lóbulo del glaciar Koettlitz son, de norte a sur:
- Valle Garwood
- Valle Marshall
- Valle Miers

### Lagos
Algunos de los lagos que se encuentran en los Valles Secos se encuentran entre los lagos con mayor contenido salino del mundo, sobrepasando los niveles de salinidad del lago Assal o el del mar Muerto. El que posee mayor salinidad es el pequeño lago Don Juan.
- Lago Vida (Valle Victoria)

- Lago Vanda (Valle Wright)
- Lago Brownworth (Valle Wright) (agua dulce)
- Lago Don Juan (Valle Wright)

- Lago Fryxell (Valle Taylor)
- Lago Hoare (Valle Taylor)
- Lago Chad (Valle Taylor)
- Dirty Little Hoare Pond (Valle Taylor)
- Parera Pond (Valle Taylor) (agua dulce)
- Lago Bonney (Valle Taylor)

- Lago House (Valle Pearse)
- Lago Joyce (Valle Pearse)

- Lago Garwood (Valle Garwood)
- Lago Miers (Valle Miers)

### Ríos
- Río Onyx (Valle Wright)
- Arroyo Kite (Valle Victoria)
- Vincent Creek (Valle Taylor)
- Arroyo Crescent (Valle Taylor)
- Harnish Creek (Valle Taylor)
- Huey Creek (Valle Taylor)